# Gąsownica czarnoziarnista
Gąsownica czarnoziarnista (Porpoloma elytroides (Scop.) Singer) – gatunek grzybów należący do rzędu pieczarkowców (Agaricales).

## Systematyka i nazewnictwo
Pozycja w klasyfikacji według Index Fungorum: Porpoloma, Tricholomataceae, Agaricales, Agaricomycetidae, Agaricomycetes, Agaricomycotina, Basidiomycota, Fungi.
Po raz pierwszy zdiagnozował go w 1772 roku Giovanni Antonio Scopoli nadając mu nazwę Agaricus elytroides. Obecną, uznaną przez Index Fungorum nazwę nadał mu Rolf Singer w1973 r.
Nazwę polską zaproponował Władysław Wojewoda w 2003 r.
Synonimy:
- Agaricus elytroides Scop 1772
- Gyrophila elytroides (Scop.) Quél. 1886
- Tricholoma elytroides (Scop.) P. Karst. 1879

## Występowanie i siedlisko
Znane jest występowanie gąsownicy czarnoziarnistej tylko w niektórych krajach Europy. Władysław Wojewoda w zestawieniu wielkoowocnikowych grzybów podstawkowych Polski przytacza tylko jedno stanowisko (Tatrzański Park Narodowy 1956) z uwagą, że rozprzestrzenienie i stopień zagrożenia tego gatunku w Polsce nie są znane. W Europie występuje rzadko, na rozproszonych stanowiskach. Znajduje się na czerwonych listach gatunków zagrożonych w Szwajcarii, Niemczech, Danii, Wielkiej Brytanii, Norwegii, Szwecji. 
Występuje na dawnych, żyznych, nieużytkowanych łąkach, głównie na terenach górskich, aż do strefy subalpejskiej, ale także na nizinach.